# تینا سیناترا
تینا سیناترا (انگلیسی: Tina Sinatra؛ زادهٔ ۲۰ ژوئن ۱۹۴۸) هنرپیشه و تهیه‌کننده اهل ایالات متحده آمریکا است.
او تهیه‌کنندهٔ فیلم کاندیدای منچوری (۲۰۰۴) و فرزند فرانک سیناترا، خواننده و بازیگر نامدار آمریکایی است. تینای همچنین خواهر فرانک سیناترا جونیور و نانسی سیناترا است.